# Brachinus gebhardis
Brachinus gebhardis är en skalbaggsart som beskrevs av Terry Erwin. Brachinus gebhardis ingår i släktet Brachinus och familjen jordlöpare. Inga underarter finns listade i Catalogue of Life.